# 37 Fides
37 Fides este un asteroid de tip S din centura de asteroizi. A fost descoperit de R. Luther la 5 octombrie 1855. Este numit după Fides, zeița bunei-credințe în mitologia romană, simbolul personificat al loialității.